# HD 5388 b
HD 5388 b (também chamado de HIP 4311 b) é um planeta extrassolar que orbita a estrela HD 5388, localizada a aproximadamente 175 anos-luz de distância da Terra na constelação de Phoenix. Esse planeta tem no mínimo 1,96 vezes a massa de Júpiter e leva 2,13 anos para orbitar a estrela em um semieixo maior de 1,76 UA com uma excentricidade de 0,40. Ele foi detectado pelo HARPS em 19 de outubro de 2009, junto com outros 29 planetas.
Posteriormente este planeta foi refutado e demonstrou ser uma anã marrom.